# Gyldenløve
 Der er flere personer med dette navn, se Gyldenløve (norsk adelsslægt).
Gyldenløve er et efternavn, der blev tillagt et de uægte børn af de danske konger Christian 4., Frederik 3. og Christian 5.

## Børn af Christian 4.
Christian 4. fik med elskerinden Kirsten Madsdatter 1 søn:
- Christian Ulrik Gyldenløve (1611-1640)

Med elskerinden Karen Andersdatter 2 børn: 
- Hans Ulrik Gyldenløve (1615-1645)
- Dorothea Elisabeth Gyldenløve (1613-1615)

Med elskerinden Vibeke Kruse 2 børn: 
- Ulrik Christian Gyldenløve (1630-1658)
- Elisabeth Sofie Gyldenløve (1633-1654).

## Børn af Frederik 3.
Frederik 3. fik med elskerinden Margrethe Pape 1 søn:
- Ulrik Frederik Gyldenløve (1638-1704)

## Børn af Christian 5.
Christian 5. fik med elskerinden Sophie Amalie Moth 5 børn, som i 1679 blevet optaget i grevestanden under navnet Gyldenløve: 
- Christiane Gyldenløve (1672-1689)
- Christian Gyldenløve (1674-1703)
- Sophie Christiane Gyldenløve (1675-1684)
- Anna Christiane Gyldenløve (1676-1689)
- Ulrik Christian Gyldenløve (1678-1719).
- Et sjette barn, en datter, fødtes i 1682 og døde i 1684.